# La Vie de Marianne
Pour les articles homonymes, voir La Vie de Marianne (homonymie).
La Vie de Marianne ou les aventures de Madame la comtesse de *** est un roman inachevé de Marivaux, de genre littéraire du roman-mémoires. Il se compose de onze parties écrites par Marivaux à partir de 1728, et dont la publication s’échelonne de 1731 jusqu’en 1742. Une suite allographe, Suite de Marianne, composée par Marie-Jeanne Riccoboni, a partiellement paru en 1745.

## Personnages
- Marianne, orpheline ;
- Le père Saint-Vincent, protecteur de Marianne ;
- Madame Dutour, lingère et logeuse de Marianne ;
- Toinon, lingère, assistante de Madame Dutour ;
- Monsieur de Climal, dévot et amoureux de Marianne, oncle de Valville ;
- Valville, soupirant de Marianne, neveu de Monsieur de Climal ;
- Madame de Miran, mère de Valville, sœur de Monsieur de Climal, bienfaitrice et « mère par adoption » de Marianne ;
- Madame Dorsin, amie de Madame de Miran ;
- Madame de Fare, parente de Madame de Miran ;
- Mademoiselle de Fare, fille de Madame de Fare ;
- Favier, servante de Madame de Fare ;
- Monsieur Villot, prétendant de Marianne ;
- Varthon, rivale de Marianne ;
- Mademoiselle de Tervire, religieuse amie de Marianne.

## Résumé

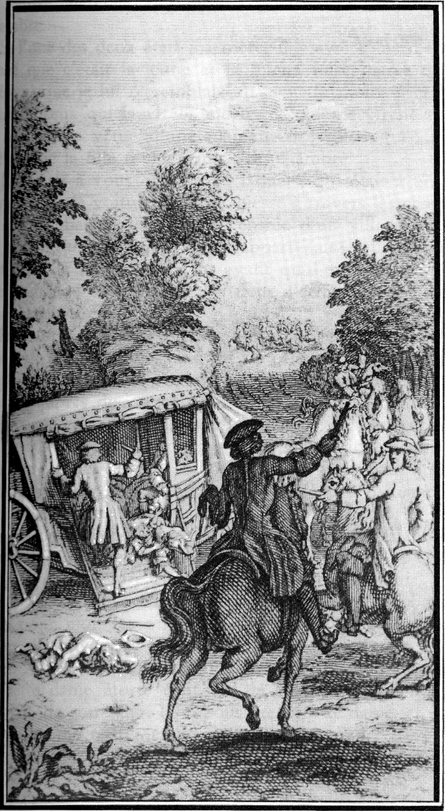
L’assassinat de la mère de Marianne.

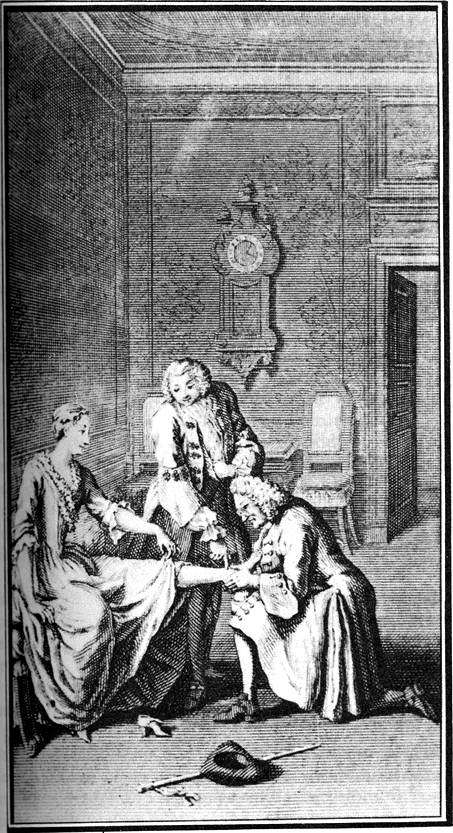
Marianne soignée chez Valville après sa chute.

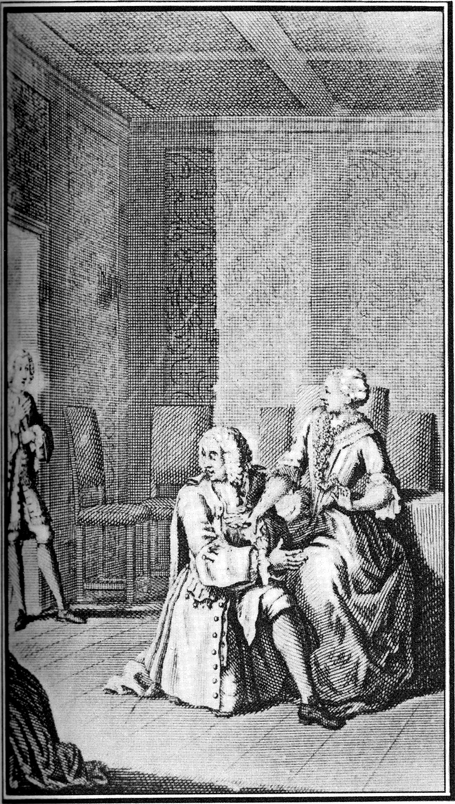
Valville trouve son oncle aux pieds de Marianne.

### Première partie
Marianne a été élevée par un curé de village et sa sœur après le meurtre de sa mère par des voleurs de grand chemin. Après le décès de la sœur du curé avec qui elle était montée à Paris, Marianne se retrouve seule dans une auberge. Le père Saint-Vincent, un religieux dont elle a sollicité l’aide, la recommande à la bienveillance d’une de ses ouailles, Monsieur de Climal, qui la place chez Madame Dutour, une lingère. Il devient rapidement évident que Monsieur de Climal a sur sa protégée des vues bien plus amoureuses que charitables. Il lui offre de beaux habits que Marianne ne se sent pas l’envie de refuser, avant de finir par lui faire des aveux qu’elle refuse d’entendre. Elle a une altercation avec sa logeuse lorsque cette dernière s’aperçoit que Monsieur de Climal l’a fournie en linge qu’il a acheté ailleurs que chez elle. Craignant de perdre la pension de Marianne, Madame Dutour se réconcilie avec celle-ci, allant jusqu’à l’inciter à tirer le maximum de Monsieur de Climal.

### Deuxième partie
Marianne, parée de ses habits neufs, se rend à la messe où elle fait grand effet. Elle attire notamment l’attention d’un jeune homme, Valville, qui, au sortir de la messe, manquera de la renverser avec sa voiture. Emmenée chez Valville pour y recevoir des soins, celle-ci refuse de lui avouer où elle habite de peur d’être humiliée. Monsieur de Climal, qui n’est autre que l’oncle de Valville, arrive sur ces entrefaites et apprend la relation qui commence à s’ébaucher entre son neveu et sa protégée. Marianne retournera chez Madame Dutour en carrosse (d'où la fameuse scène entre le cocher et Mme Dutour), mais Valville aura pris soin de le faire suivre par un domestique.

### Troisième partie
Monsieur de Climal, venu rendre visite à Marianne chez Dutour, tente de discréditer son neveu avant de finir par proposer à la jeune fille de l’installer comme sa maîtresse. Valville survient justement à ce moment pour trouver Monsieur de Climal aux genoux de Marianne. Croyant qu’elle est sa maîtresse, Valville se retire laissant Marianne plus en colère que jamais contre Monsieur de Climal, qui finit, lui aussi, par s’en aller en déclarant qu’il l’abandonne à son sort. Marianne décide de retourner solliciter l’aide du père Saint-Vincent, toujours parée de ses habits neufs, pour lui montrer l’hypocrisie des desseins de Monsieur de Climal. Elle y trouve ce dernier déjà en train de plaider sa propre cause auprès du religieux et ne le convainc qu’à grand peine de sa bonne foi. Entrée, sur le chemin du retour chez Madame Dutour, dans une église pour prier, elle attire l’attention d’une religieuse qui l’amène à la prieure du couvent à qui elle fait le récit de ses malheurs. Une visiteuse de la prieure prend cœur à ses malheurs et s’engage à payer sa pension au couvent. Marianne fait envoyer tous ses vêtements à Monsieur de Climal par l’intermédiaire de Valville auquel elle envoie un billet avant de retourner au couvent où elle va désormais demeurer. Valville, qui a fini par retrouver sa trace, vient lui rendre visite.

### Quatrième partie
Rendant visite à Marianne avec une de ses amies, Madame Dorsin, la bienfaitrice de Marianne, qui s’appelle Madame de Miran, évoque son fils qui ne veut plus se marier depuis qu’il a rencontré une jeune fille. Comprenant que le fils de Madame de Miran n’est autre que Valville, Marianne avoue toute la vérité à sa bienfaitrice qui lui demande de l’aider à convaincre son fils de se marier. Marianne s’exécute, lors d’une visite de Valville, qui consent à ce qu’on lui demande, mais Madame de Miran, toujours plus séduite par Marianne, comprend l’inutilité de ses efforts et finit par agréer les sentiments que son fils porte à la jeune orpheline.

### Cinquième partie
À l’article de la mort, Monsieur de Climal réhabilite Marianne en se livrant à des aveux complets sur sa tentative de séduction de Marianne. Il lui lègue une rente de douze cents livres. Deux parentes de Madame de Miran venues pour l’occasion, Madame de Fare et sa fille Mademoiselle de Fare, apprennent, à cette occasion, les projets de mariage entre Valville et Marianne. Madame de Fare emmène Marianne à la campagne, accompagnée de Valville, où elle tombe par hasard sur Madame Dutour venue montrer de la toile à ces dames. Celle-ci révèle avec bonne foi et naïveté tout ce que Marianne, Madame de Miran et Valville n’avaient pas envie que la famille apprenne sur les origines de Marianne. Bien que Mademoiselle de Fare s’empresse de faire jurer à Favier de ne rien révéler de ce qu’elle a entendu, le mal est déjà fait.

### Sixième partie
Favier a tout révélé de l’histoire de Marianne à Madame de Fare. De retour au couvent, Marianne avoue tout à Madame de Miran et reçoit une visite singulière d’une personne, qui se dit la parente de cette dernière, et lui demande de confirmer son histoire avant de s’en aller aussi curieusement. Marianne rapporte dans un billet l’incident à Miran qui l’envoie, le lendemain, chercher par une femme de chambre. En réalité il s’agit d’un enlèvement orchestré par la famille de Madame de Miran s’opposant à la mésalliance de Valville avec Marianne. Cette dernière est emmenée dans un autre couvent où elle raconte ses malheurs à la supérieure qui prend son parti. La famille donne à Marianne un après-midi pour décider entre épouser Monsieur Villot, leur protégé, ou prendre le voile. Pour gagner du temps, Marianne accepte de considérer l’idée du mariage et rencontre son promis qui s’avère être un lourd benêt imbu de sa personne. Marianne rencontre la famille assemblée autour de l’un de ses membres les plus éminents qui est ministre. Pendant que celui-ci parle, Madame de Miran et Valville arrivent soudainement.

### Septième partie
À l’issue d’un long débat, le ministre se rend aux vertus de Marianne et tout s’arrange. Madame de Miran emmène Marianne dîner chez elle où elle lui montre son futur appartement. Lors du retour de Marianne à son couvent, ils assistent à l’évanouissement d’une belle pensionnaire du nom de Varthon. Marianne prend Varthon en amitié et commence à lui raconter son histoire, mais sans lui révéler que Valville est l’homme qui lui est promis. En réalité, ce dernier est tombé amoureux de Varthon lorsqu’elle s’est évanouie comme il était tombé amoureux de Marianne lors de sa chute devant son carrosse. Lorsque Marianne tombe malade, Valville vient rendre visite à Varthon qui, lorsqu’elle se plaint que son fiancé ne lui a écrit aucun billet, lui avoue avoir reçu de nombreuses visites de Valville et qu’elle l’aime. Elle lui montre, à l’appui de ceci, le billet que lui a adressé Valville après son évanouissement.

### Huitième partie
Après avoir d’abord refusé de revoir Valville, Varthon finit par le rencontrer et lui pardonner, ne le trouvant plus si coupable et comprenant même la difficulté qu’il y a pour lui à aimer une fille « qui n’est rien et qui n’a rien ». Marianne se met en colère contre Varthon et, peu de temps après, reçoit une visite inattendue de Valville qui tente de dissimuler son désintérêt pour elle. Alors qu’elle est chez Madame de Miran, elle emmène Valville à l’écart et lui montre la lettre à Varthon après que celui-ci a fort maladroitement tenté de justifier les soi-disant retards dans leur mariage. Revenus en compagnie des autres, Valville est décontenancé lorsque sa mère évoque son mariage prochain et, lorsque Marianne demande l’abandon de ce projet, Madame de Miran s’emporte. L’embarras croissant de Varthon apprend bientôt à cette dernière et à Madame Dorsin qu’elle est la raison de la désaffection de Valville. Un riche officier qui a entendu parler des malheurs de Marianne s’en émeut et la demande en mariage, mais celle-ci commence à considérer l’idée d’entrer en religion. Marianne confie ce dilemme à Tervire, une religieuse devenue son amie et qui veut lui raconter sa propre histoire.

### Neuvième, dixième et onzième parties
Tervire raconte à Marianne l’histoire de Monsieur de Tervire, son père et Madame de Tresle, sa mère. Cette histoire en incise n’est aucunement reliée à celle de Marianne et le roman se termine sans que l’histoire soit jamais revenue à l’héroïne principale dont le titre apprend au lecteur qu’elle est comtesse, mais sans qu’on sache jamais si ce titre lui a été restitué à l’issue d’une reconnaissance ou si elle l’a acquis grâce à un mariage.
La douzième partie de la Vie de Marianne est tout entière de Marie-Jeanne Riccoboni. Celle-ci fut, en son temps, louée pour être entrée avec infiniment de talent dans la manière de Marivaux, mais cette impression de fidélité à l’original ne s’est pas prolongée à l’âge moderne.

## Chronologie
- 1731 : 1re partie
- 1734 : 2e partie
- 1735 : 3e partie
- 1736 : 4e partie (mars) ; 5e partie (septembre); 6e partie (novembre)
- 1737 : 7e partie (février) ; 8e partie (décembre à La Haye, les romans ayant désormais mauvaise presse à Paris)
- 1742 : élu à l’Académie française le 10 décembre, quelques mois après la parution simultanée, à La Haye, des 9e, 10e et 11e parties, Marivaux abandonne son roman.
- Plusieurs suites allographes sont publiées pendant et après cette période : une première paraît en 1739 à La Haye comme « neuvième et dernière partie ». Une autre est publiée en 1745 à la suite des 11 parties de Marivaux. Une autre encore, écrite par Marie-Jeanne Riccoboni probablement dans les mêmes années, n’est partiellement publiée qu’en 1761 : elle continue l’histoire de Marianne sans la terminer.

L’hypothèse selon laquelle Marianne Pajot, dont l’aventure aurait été connue de Marivaux, lui  aurait inspiré le thème de la Vie de Marianne et servi de modèle à son héroïne n’est plus guère retenue aujourd’hui,.

## Analyse
Roman psychologique, le principal intérêt de la Vie de Marianne ne consiste que dans l'analyse des sentiments ; les aventures y tiennent si peu de place qu’il a pu demeurer inachevé. Il doit son grand succès en partie à la conformité parfaite entre l’auteur, son siècle, ses personnages et ses lecteurs. Il était difficile de porter, dans la Vie de Marianne, plus haut que Marivaux la sagacité qui devine, et parfois l’éloquence qui touche. Uniquement appliqué à serrer de près la vérité, l’auteur décrit son sujet avec une abondance de détails. Il est, dans les méandres interminables de ce long récit, à l’aise au milieu de ces innombrables incidents qui semblent n’avoir rien coûté à son imagination, tant ils se rattachent étroitement à l’action dont ils augmentent l’intérêt, en retardant le dénouement. Là, plus rien ne l’arrête ; sa plume court et s’égare librement comme sa pensée, pour peindre avec des couleurs vraies des caractères qui ne ressemblent pas seulement à tel ou tel individu, mais à l’individu en général, et surtout, à l’homme de son temps et de son environnement.
La Vie de Marianne a plu à son époque qui a aimé suivre, dans la vie, une jeune orpheline partie de la condition la plus humble, et les rudes épreuves qu’elle a dû affronter avant de parvenir à la considération et à la fortune, même si les conditions en demeurent inconnues du fait de l’inachèvement du roman. Marivaux a su profiter au mieux des avantages du genre romanesque pour créer le tableau ressemblant et jamais monotone de la scène infiniment variée du monde au XVIIIe siècle. Pour la première fois peut-être dans le roman, l’esprit fait vivre autant que la passion un récit sans cesse entrecoupé de fines réflexions qui viennent s’immiscer dans le fil de l’action sans pour autant jamais l’interrompre. Les représentations, les réflexions et les anecdotes s’y mêlent tout à la fois et s’appellent les unes les autres, prêtant à l’analyse des caractères une minutie qui leur prête une vie palpable.
Le fait que l’écrivain disparaisse complètement de son œuvre pour laisser parler Marianne ajoute encore à l’illusion et contribue indéniablement à l’entretenir dans l’esprit du lecteur. Marianne est si réelle qu’il est difficile au lecteur de ne pas être convaincu qu’il lit le récit de quelqu’un qui a véritablement joué un rôle principal dans les aventures qu’il rapporte. Marianne insiste elle-même sur le  caractère antiromanesque de son récit en affirmant être non un auteur, mais une femme qui pense. Seule sa situation est romanesque, le foisonnement du récit lui tenant lieu d’arbre généalogique et lui permettant de confirmer sa noblesse présumée.
Les caractères sont fermes, soutenus et bien accusés. L’auteur a fait de son héroïne un idéal de raison prématurée, d’esprit, de distinction et de beauté, et le mystère qui pèse sur sa naissance, en rendant plus vraisemblable tous les avantages qu’il lui prête, augmente encore l’intérêt qu’elle inspire. C’est un mélange de franchise, de fierté et de raison, où domine déjà un sentiment de coquetterie, qui ne sent ni la recherche ni l’effort. Sa noblesse émane moins de ses aventures que du style sur lequel elle le raconte.
M. de Climal, qui est certainement un personnage bien dessiné et étudié, cet homme que le père Saint-Vincent croit, dans sa candeur, un homme pieux et charitable, n’est qu’un vieux libertin, sous le masque d’un dévot mais c’est à peine s’il peut être appelé un faux dévot car il ne l’est que par accident, par le choix que le père Saint-Vincent a fait de lui pour protéger Marianne. C’est sa passion pour elle qui l’égare, qui l’entraîne dans l’oubli de tous ses devoirs, à l’âge où la passion rend plus ridicule que coupable. C’est, en fin de compte, un homme faible, en qui le vice n’a pas plus de racines que la vertu.
Quant à Madame Dutour, la lingère qui songe plus à ses intérêts qu’à la vertu de sa pensionnaire, Marivaux s’empare avec audace des tours de phrases, des locutions du peuple pour les lui prêter avec art. Même si on a reproché à Marivaux, bien avant Zola, de rapporter des discours vulgaires, la scène de la dispute entre le cocher et celle-ci qui ne veut pas le payer au retour de Marianne de chez Valville est un dialogue plein de vivacité rempli d’images neuves et hardies. De même, les réflexions naïves et innocentes de Madame Dutour, qui ne sont que l’expression mal dissimulée de l’intérêt personnel, en alliant tout à la fois épithètes triviales, idées communes, réflexions justes et sentiments vulgaires, ont un effet de réel qui interpelle le lecteur. De même, le noble Valville qui conçoit pour Marianne une vive passion, bientôt partagée, parait, avec la progression de récit, plus fétichiste qu’amoureux.
Il y a beaucoup d’art dans la Vie de Marianne ; jamais le cadre du récit à la première personne n’a été mieux choisi pour recevoir les confidences d’une femme du monde, parvenue à l’âge où les illusions s’envolent avec les années, où le présent se rajeunit et s’embellit de tous les charmes du souvenir. Tout son présent n’existe désormais que comme activité de la mémoire et interprétation de ce que fournit celle-ci. Son intelligence et sa sensibilité présentes donnent désormais son sens et sa réalité au passé de Marianne. Lorsqu’elle fait le récit de ses impressions de jeunesse, Marianne est une grande dame. Les années ont pu éteindre la vivacité de Marianne devenue comtesse de *** et mettre dans son expression un peu de ce détachement que donne l’habitude du bonheur. Toutes les remarques, réflexions et fines analyses de sentiment qu’elle mêle à son histoire paraîtraient refroidir la passion si le lecteur pouvait supposer qu’elles émanent de la plume d’une ingénue.

## Réception
La Harpe a placé la Vie de Marianne au rang des meilleurs romans français tandis que Grimm, moins pénétrant, a prétendu que « si les romans de Marivaux ont été les modèles de Richardson et de Fielding, on peut dire que c’est la première fois qu’un mauvais original a fait faire des copies admirables. » Les Anglais en ont jugé autrement qui ont fait un accueil enthousiaste à la Vie de Marianne, dès la parution de la première partie, en 1731. L’ouvrage a connu sa première traduction en anglais dès 1736.

## Édition critique
- La Vie de Marianne, ou, Les aventures de Madame la Comtesse de***, texte établi, avec introduction, chronologie, bibliographie, notes et glossaire par Frédéric Deloffre, Garnier frères, Paris, 1982.